# Archeologický ústav Akademie věd České republiky, Brno
Archeologický ústav AV ČR, Brno, v. v. i. (ARÚB AV ČR) je česká veřejná výzkumná instituce, jeden z ústavů Akademie věd České republiky. Sídlí ve čtvrti Trnitá v Brně a zabývá se archeologií a vědeckým výzkumem pravěkých a raných dějin Moravy a Českého Slezska.

## Historie
Státním konzervátorem pro Moravu a Slezsko byl v rámci nově vzniklého pražského Státního archeologického ústavu jmenován v roce 1919 Inocenc Ladislav Červinka. Pobočka ústavu vznikla v Brně v roce 1942, tedy za protektorátu, a jejím ředitelem byl tudíž ustaven německý archeolog Karl Hucke. Pobočku však reálně řídil Josef Poulík, který instituci vedl i dlouhá léta poté. V roce 1953 se stala součástí Československé akademie věd (ČSAV), a to jako expozitura Archeologického ústavu v Praze. Jako samostatný vědecký ústav ČSAV (později AV ČR) se konstituoval v roce 1970. Josef Poulík ústav vedl až do roku 1990, poté v jeho čele stanul Jaroslav Tejral, kterého v roce 1998 vystřídal Pavel Kouřil. V roce 2017 vedení převzal Lumír Poláček a roku 2022 se stal ředitelem ústavu Balázs Komoróczy. 

## Činnost
Hlavní činností je základní terénní výzkum ve třech výzkumných střediscích a výzkumných základnách: pro paleolit a paleantropologii v Dolních Věstonicích, pro dobu římskou a období stěhování národů v Dolních Dunajovicích a Mušově a pro slovanskou a raně středověkou archeologii v Mikulčicích. K tomu v Opavě působí detašované pracoviště, které spolupracuje s tamním Slezským zemským muzeem. Kromě toho ústav vydává vědecké publikace, organizuje vědecké konference a semináře, poskytuje konzultace a podílí se na doktorském studiu a výchově vědeckých pracovníků.
Z významných aktivit v průběhu historie ústavu lze vyzdvihnout především významné objevy na sídlištích lovců mamutů pod Pavlovskými vrchy nebo na hradištích z doby Velké Moravy, nověji pak široce koncipovaný výzkum působení římských legií na Moravě. Ústav stál u výzkumů a následných zveřejnění řady nejvýznamnějších moravských pravěkých a raně středověkých lokalit i u bezpočtu drobnějších akcí, mapujících nejstarší historii Moravy.